# Джеазе, Моханад
Моханад Абдулькадим Касим аль-Джебур Джеазе (швед. Mohanad Abdulkadhim Qasim Al Jebur Jeahze; род. 10 апреля 1997, Линчёпинг, Эстергётланд) — иракский и шведский футболист, защитник клуба «Сарпсборг 08» и национальной сборной Ирака.

## Клубная карьера
На юношеском уровне выступал за ряд линчёпингских клубов, таких как «Карле», «Эстрия Ламбохов» и «АФК Линчёпинг». В 18-летнем возрасте перешёл в «Норрчёпинг», где выступал за молодёжную команду.
. С 2015 по 2016 год выступал также за фарм-клуб «Сюльвию» во втором дивизионе Швеции. 20 июня 2016 года подписал свой первый профессиональный контракт с «Норрчёпингом». Сезон 2017 года провёл на правах аренды в Суперэттане, выступая за «Дегерфорс» и «Сюрианску».
19 декабря 2017 года перешёл в стан новичка Алльсвенскана «Броммапойкарну», подписав с клубом контракт, рассчитанный на четыре года. Первую игру за новый клуб провёл 4 марта 2018 года на групповом этапе кубка Швеции против «Мальмё», появившись на поле в начале второго тайма вместо Эрика Фигероа. 2 апреля в игре с «Норрчёпингом» дебютировал в чемпионате страны, выйдя на игру в стартовом составе. В общей сложности провёл за клуб 12 матчей и не смог помочь клубу избежать вылета в Суперэттан.
9 января 2019 года подписал двухлетний контракт с «Мьельбю». В первый сезон с клубом занял первое место в турнирной таблице Суперэттана. Джеазе провёл 27 матчей и забил три гола. В чемпионате Швеции за клуб впервые сыграл 2 июля 2020 года во встрече очередного тура с «Хельсингборгом».
25 августа 2020 года перешёл в «Хаммарбю», заключив со столичным клубом трудовое соглашение, рассчитанное на три с половиной года. Дебютировал в его составе через пять дней в игре с «Кальмаром». В 2021 и 2022 годах вместе с клубом дважды доходил до финала кубка Швеции. В решающем матче 2021 года сильнее в серии пенальти был «Хаммарбю», а год спустя также по пенальти они уступили «Мальмё».
7 декабря 2022 года перешёл в клуб MLS «Ди Си Юнайтед», подписав трёхлетний контракт до конца сезона 2025 с опцией продления на сезон 2026. Трансфер был совершён с использованием целевых распределительных средств за нераскрытую сумму, которая, по сообщениям, составила около 7—10 млн шведских крон. В североамериканской лиге он дебютировал 25 февраля 2023 года в матче стартового тура сезона против «Торонто», отметившись голевой передачей. 24 апреля «Ди Си Юнайтед» распространил заявление, в котором говорилось, что Джеазе будет находиться в Швеции в разрешённом отпуске, так как он был отстранён от матчей после обвинений в двух случаях нападения, оба из которых произошли в Стокгольме. 24 мая MLS отменила отстранение после завершения расследования, и никаких обвинений предъявлено не было. На тренировке 14 июня Джеазе получил перелом и вывих правой лодыжки, из-за чего выбыл на оставшуюся часть сезона 2023 и был включён в список травмированных до конца сезона. 3 июня 2024 года «Ди Си Юнайтед» осуществил выкуп контракта у Джеазе.
31 августа 2024 года Джеазе был взят в аренду из пула MLS норвежским клубом «Лиллестрём» до конца года.
7 февраля 2025 года подписал контракт с клубом «Сарпсборг 08» сроком до конца года.

## Карьера в сборных
Выступал за юношеские сборные Швеции различных возрастов. В 2020 году принял решение выступать за национальную сборную Ирака. Дебютировал в её составе 11 ноября 2021 года в отборочном матче к чемпионату мира 2022 года против Сирии.

## Достижения
Мьельбю:
- Победитель Суперэттана: 2019

Хаммарбю:
- Обладатель Кубка Швеции: 2020/2021
- Финалист Кубка Швеции: 2021/2022

## Клубная статистика
| Выступление      | Выступление      | Выступление      | Лига | Лига | Кубки | Кубки | Конт. кубки | Конт. кубки | Итого | Итого |
| Клуб             | Лига             | Сезон            | Игры | Голы | Игры  | Голы  | Игры        | Голы        | Игры  | Голы  |
| ---------------- | ---------------- | ---------------- | ---- | ---- | ----- | ----- | ----------- | ----------- | ----- | ----- |
| Сюльвия          | Дивизион 2       | 2015             | 21   | 0    | 2     | 0     | 0           | 0           | 23    | 0     |
| Сюльвия          | Дивизион 2       | 2016             | 21   | 1    | 0     | 0     | 0           | 0           | 21    | 1     |
| Сюльвия          | Итого            | Итого            | 42   | 1    | 2     | 0     | 0           | 0           | 44    | 1     |
| Дегерфорс        | Суперэттан       | 2017             | 11   | 0    | 1     | 0     | 0           | 0           | 12    | 0     |
| Дегерфорс        | Итого            | Итого            | 11   | 0    | 1     | 0     | 0           | 0           | 12    | 0     |
| Сюрианска        | Суперэттан       | 2017             | 1    | 0    | 0     | 0     | 0           | 0           | 1     | 0     |
| Сюрианска        | Итого            | Итого            | 1    | 0    | 0     | 0     | 0           | 0           | 1     | 0     |
| Броммапойкарна   | Алльсвенскан     | 2018             | 10   | 0    | 2     | 0     | 0           | 0           | 12    | 0     |
| Броммапойкарна   | Итого            | Итого            | 10   | 0    | 2     | 0     | 0           | 0           | 12    | 0     |
| Мьельбю          | Суперэттан       | 2019             | 27   | 3    | 1     | 1     | 0           | 0           | 28    | 4     |
| Мьельбю          | Алльсвенскан     | 2020             | 12   | 0    | 3     | 0     | 0           | 0           | 15    | 0     |
| Мьельбю          | Итого            | Итого            | 39   | 3    | 4     | 1     | 0           | 0           | 43    | 4     |
| Хаммарбю         | Алльсвенскан     | 2020             | 8    | 0    | 0     | 0     | 2           | 0           | 10    | 0     |
| Хаммарбю         | Алльсвенскан     | 2021             | 27   | 1    | 6     | 0     | 6           | 1           | 39    | 2     |
| Хаммарбю         | Алльсвенскан     | 2022             | 26   | 3    | 7     | 0     | 0           | 0           | 33    | 3     |
| Хаммарбю         | Итого            | Итого            | 61   | 4    | 13    | 0     | 8           | 1           | 82    | 5     |
| Ди Си Юнайтед    | MLS              | 2023             | 6    | 0    | 0     | 0     | 0           | 0           | 6     | 0     |
| Ди Си Юнайтед    | MLS              | 2024             | 1    | 0    | 0     | 0     | 0           | 0           | 1     | 0     |
| Ди Си Юнайтед    | Итого            | Итого            | 7    | 0    | 0     | 0     | 0           | 0           | 7     | 0     |
| Лиллестрём       | Элитсериен       | 2024             | 7    | 0    | 1     | 0     | 0           | 0           | 8     | 0     |
| Лиллестрём       | Итого            | Итого            | 7    | 0    | 1     | 0     | 0           | 0           | 8     | 0     |
| Сарпсборг 08     | Элитсериен       | 2025             | 0    | 0    | 0     | 0     | 0           | 0           | 0     | 0     |
| Сарпсборг 08     | Итого            | Итого            | 0    | 0    | 0     | 0     | 0           | 0           | 0     | 0     |
| Всего за карьеру | Всего за карьеру | Всего за карьеру | 178  | 8    | 23    | 1     | 8           | 1           | 209   | 10    |

## Статистика в сборной
| Матчи и голы Моханада Джеазе за национальную сборную Ирака | Матчи и голы Моханада Джеазе за национальную сборную Ирака | Матчи и голы Моханада Джеазе за национальную сборную Ирака | Матчи и голы Моханада Джеазе за национальную сборную Ирака | Матчи и голы Моханада Джеазе за национальную сборную Ирака | Матчи и голы Моханада Джеазе за национальную сборную Ирака |
| №                                                          | Дата                                                       | Оппонент                                                   | Счёт                                                       | Голы                                                       | Соревнование                                               |
| ---------------------------------------------------------- | ---------------------------------------------------------- | ---------------------------------------------------------- | ---------------------------------------------------------- | ---------------------------------------------------------- | ---------------------------------------------------------- |
| 1                                                          | 11 ноября 2021                                             | Сирия                                                      | 1:1                                                        | 0                                                          | Отборочные матчи ЧМ-2022                                   |
| 2                                                          | 16 ноября 2021                                             | Республика Корея                                           | 0:3                                                        | 0                                                          | Отборочные матчи ЧМ-2022                                   |
| 3                                                          | 27 января 2022                                             | Иран                                                       | 0:1                                                        | 0                                                          | Отборочные матчи ЧМ-2022                                   |
| 4                                                          | 1 февраля 2022                                             | Ливан                                                      | 1:1                                                        | 0                                                          | Отборочные матчи ЧМ-2022                                   |

Итого:4 матча и 0 голов; 0 побед, 2 ничьих, 2 поражения.